# إيما بيلي
إيما بيلي (بالإنجليزية: Emma Bailey)‏ هي دلالة أمريكية، ولدت في القرن العشرين، وتوفيت في 1999.